# Sixpence None the Richer (album)
Sixpence None the Richer è il terzo album registrato dall'omonima band statunitense, pubblicato nel 1997. 
Il disco è il maggior successo della band, ed è considerato fra i migliori album di genere Christian rock.

## Tracce
1. We Have Forgotten – 5:07
2. Anything – 4:44
3. The Waiting Room – 5:15
4. Kiss Me – 3:30
5. Easy to Ignore – 3:52
6. Puedo Escribir – 3:45
7. I Can't Catch You – 4:12
8. The Lines of My Earth – 4:26
9. Sister, Mother – 3:05
10. I Won't Stay Long – 2:15
11. Love – 3:56
12. Moving On – 3:56
13. There She Goes – 2:42

## Classifiche
| Year | Chart                      | Position |
| ---- | -------------------------- | -------- |
| 1997 | Heatseekers                | 1        |
| 1997 | Top Contemporary Christian | 1        |
| 1999 | The Billboard 200          | 89       |